# Ledge Point
Ledge Point is een plaats in de regio Wheatbelt in West-Australië.

## Geschiedenis
Ten tijde van de Europese kolonisatie leefden de Juat Nyungah in de streek.
In 1875 verscheen de naam Ledge Point voor het eerst op een landkaart van de Royal Navy. De plaats is vernoemd naar de rotsachtige richels in de omgeving. Op vraag van de lokale overheid kleurde de regering in 1937 de omgeving in als recreatiegebied. Toen in 1953 een weg naar Lancelin werd aangelegd bleek er vraag om grond te huren en vakantiehuizen te bouwen. De overheid besliste te verkavelen en in 1955 werd Ledge Point officieel gesticht.
In april 1963 werd het scheepswrak van het op 28 april 1656 nabij Ledge Point vergane Nederlandse VOC-schip de Vergulde Draeck door vijf speervissers ontdekt. Het was het eerste van de vergane Nederlandse en Britse koopvaardijschepen die voor de West-Australische kust werd terug gevonden. Het scheepswrak werd geplunderd. Dit zou leiden tot wetgeving die de plaatsen waar scheepswrakken gevonden werden in het Museum van West-Australië onderbracht.

## Beschrijving
Ledge Point maakt deel uit van het lokale bestuursgebied (LGA) Shire of Gingin, waarvan Gingin de hoofdplaats is.
In 2021 telde Ledge Point 231 inwoners, tegenover 156 in 2006.
In Ledge Point is een kreeftenvisserij gevestigd. Daarnaast is het een vakantiebestemming met een camping, een winkel, stranden, een golfterrein, een bowlingterrein, een skatepark en tennisvelden.

## Transport
Ledge Point ligt aan de Ledge Point Road die naar de Indian Ocean Drive leidt. Het ligt 105 kilometer ten noordnoordwesten van de West-Australische hoofdstad Perth, 10 kilometer ten zuiden van Lancelin en 70 kilometer ten noordwesten van Gingin. De N5-busdienst van Transwa en de bussen naar Dongara van 'Intergity Coach Lines' doen Lancelin aan.

## Klimaat
Ledge Point kent een warm mediterraan klimaat, Csa volgens de klimaatclassificatie van Köppen. De  jaarlijkse gemiddelde temperatuur bedraagt er 18,4 °C en er valt jaarlijks gemiddeld 650 mm neerslag.

## Galerij

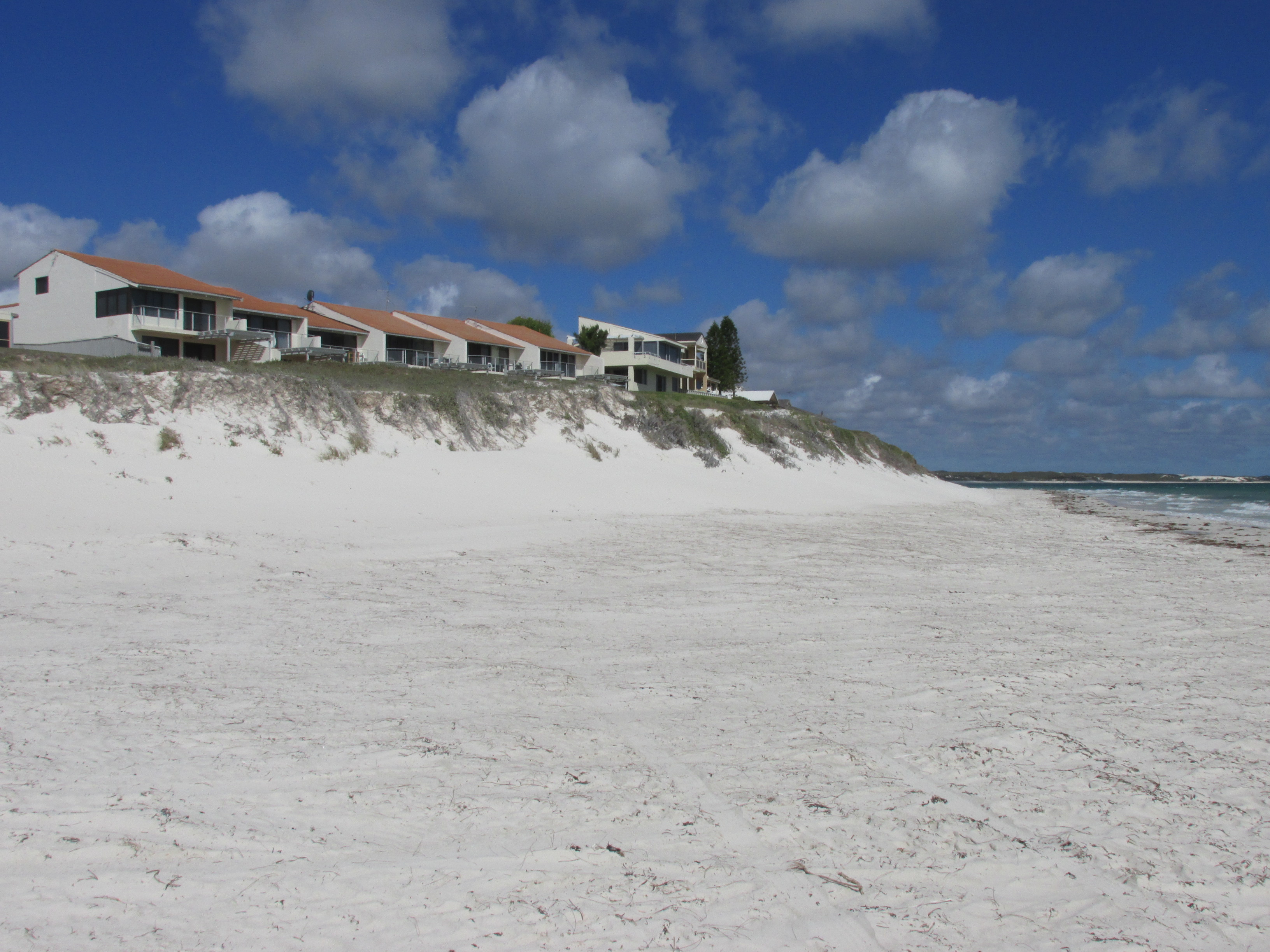
Ledge Point Beach
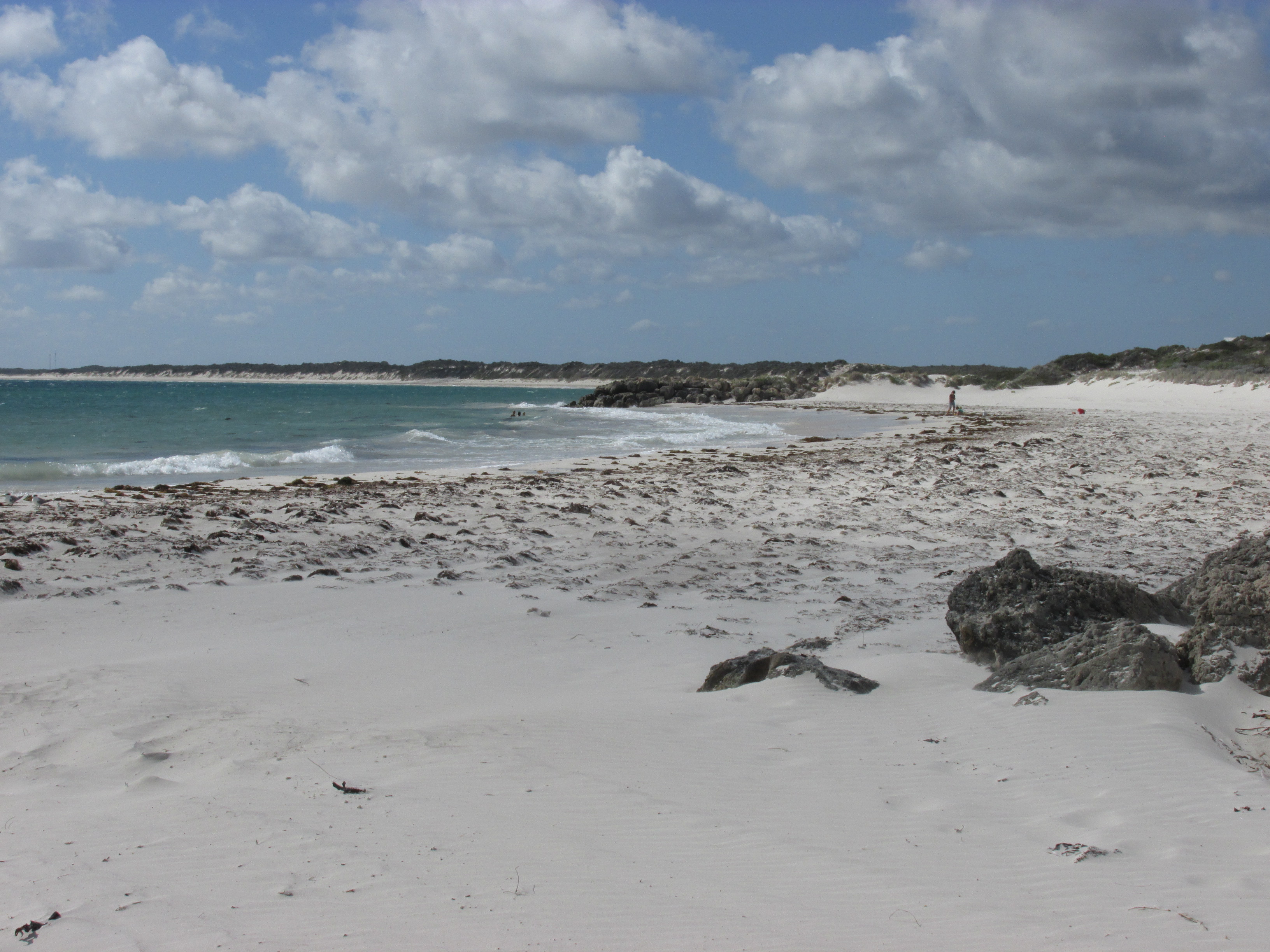
Ledge Point Beach
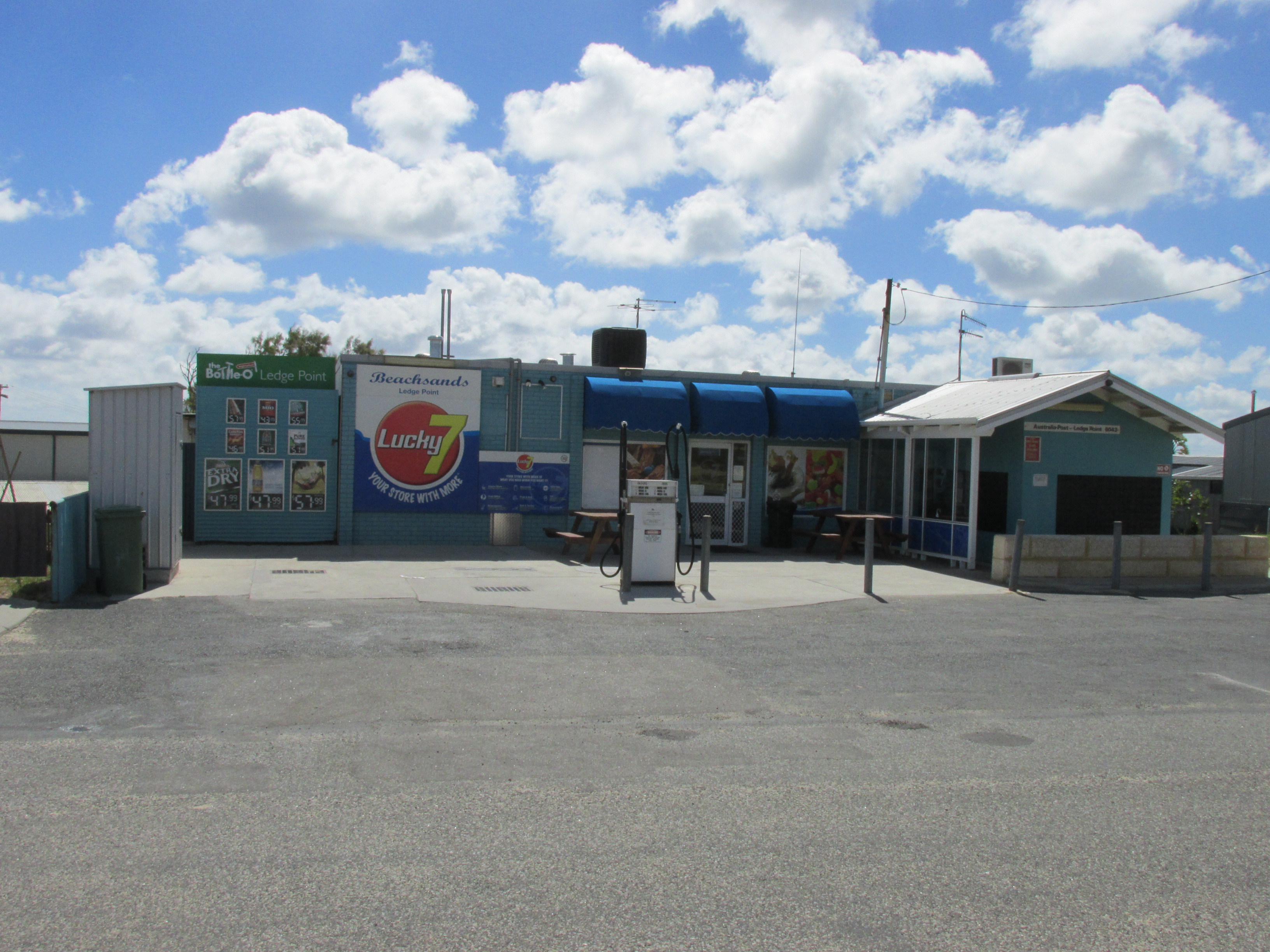
Winkel in Ledge Point
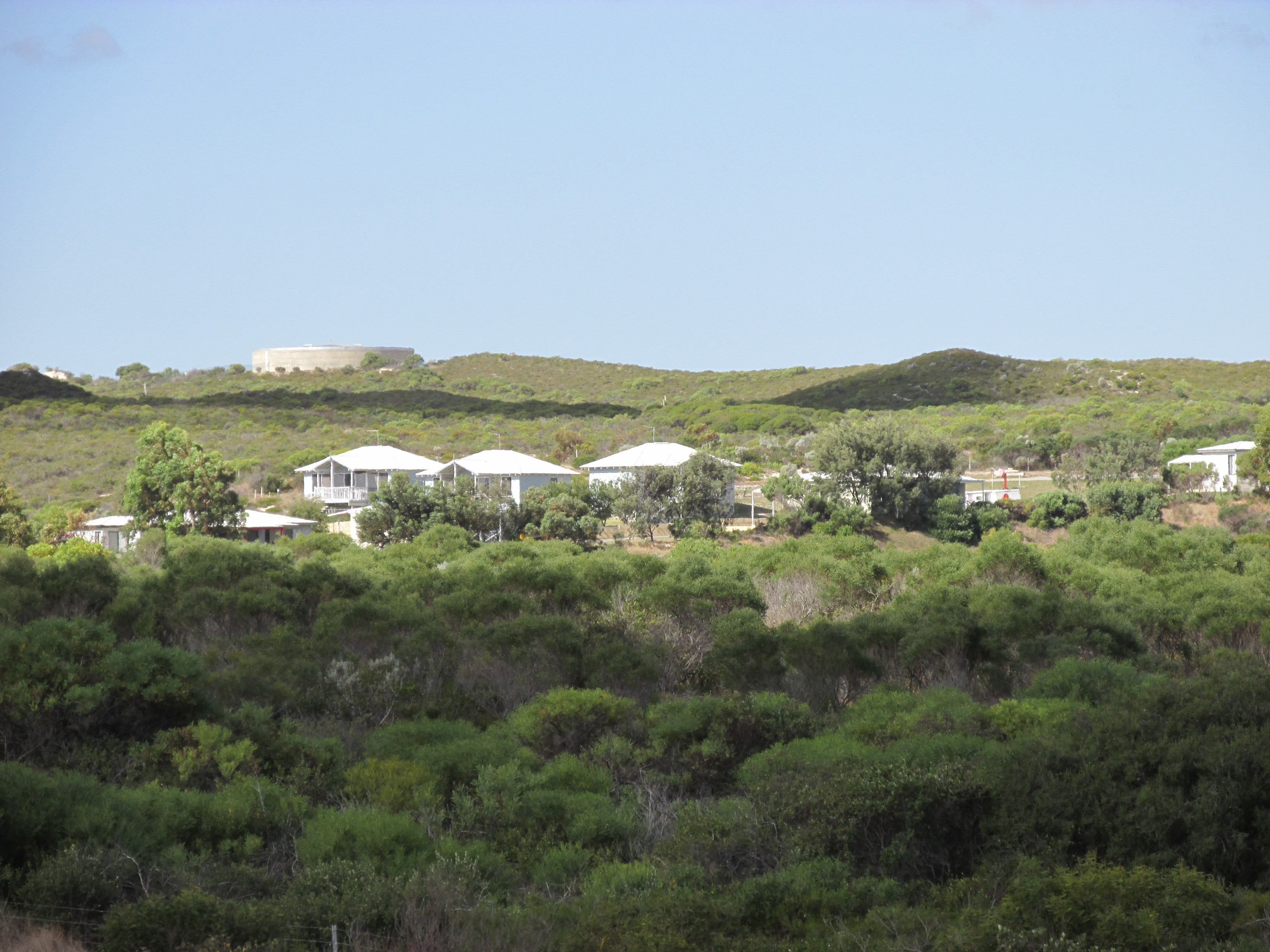
Uitzicht naar het westen
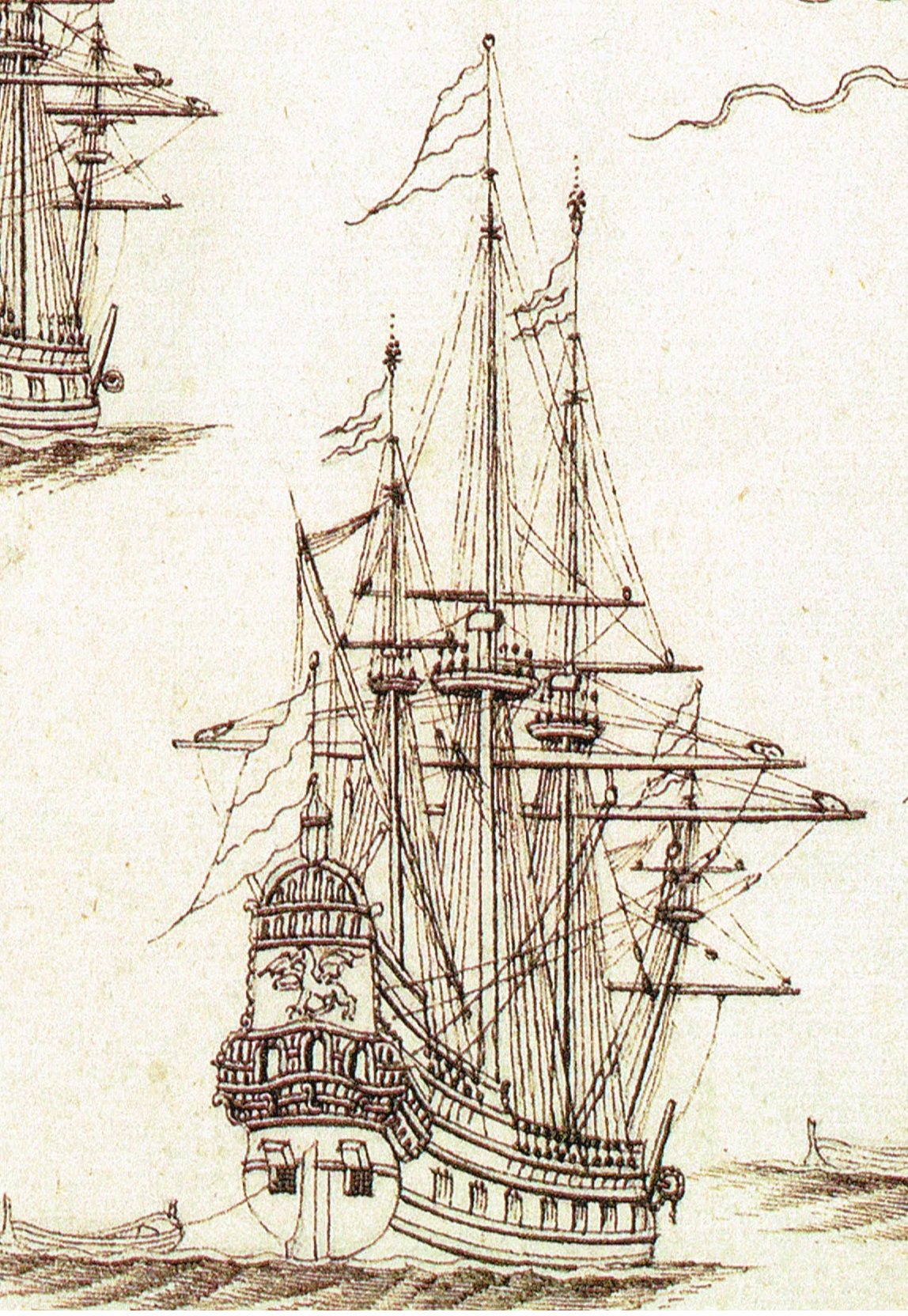
Vergulde Draeck

Aldersyde · Amery · Ardath · Arthur River · Baandee · Babakin · Badgingarra · Badjaling · Bailup · Bakers Hill · Balkuling · Ballaying · Ballidu · Beacon · Beenong · Beermullah · Bejoording · Belka · Bencubbin · Bendering · Benjaberring · Beverley · Bilbarin · Bindi Bindi · Bindoon · Bodallin · Bolgart · Bonnie Rock · Boolading · Booraan · Brookton · Bruce Rock · Bullaring · Bullfinch · Bulyee · Bungulla · Buntine · Burakin · Burracoppin · Cadoux · Calingiri · Campion · Caraban · Carrabin · Cataby · Cervantes · Chandler · Chittering · Clackline · Cold Harbour · Congelin · Coomberdale · Copley · Corrigin · Cowcowing · Crossman · Cuballing · Culbin · Cunderdin · Dalwallinu · Dandaragan · Dangin · Darkan · Dattening · Dongolocking · Doodlakine · Dowerin · Dudinin · Dumbleyung · Duranillin · Dwarda · Ejanding · Elabbin · Erikin · Gabbin · Gingin · Goomalling ·  Grass Valley · Greenhills · Guilderton · Gwambygine · Harrismith · Highbury · Hines Hill · Holt Rock · Hyden · Jelcobine · Jennacubbine · Jennapullin · Jitarning · Jurien Bay · Kalannie · Karlgarin · Kellerberrin · Kondinin · Kondut · Koojan · Koolyanobbing · Koorda · Korbel · Korrelocking · Kukerin · Kulin · Kulja · Kulyaling · Kunjin · Kununoppin · Kweda · Kwelkan · Kwolyin · Lancelin · Lake Brown · Lake Grace · Lake King · Ledge Point · Manmanning · Marvel Loch · Meckering · Meenaar · Merredin · Miling · Minnivale · Mogumber · Mokine · Moodiarrup · Mooliabeenee · Moora · Moorine Rock · Moorumbine · Moulyinning · Mount Hardey · Mount Kokeby · Mount Walker · Muchea · Mukinbudin · Muntadgin · Nalya · Nangeenan · Narembeen · Narrogin · New Norcia · Newdegate · Nilgen · Nokaning · North Bannister · Northam · Nukarni · Nungarin · Pantapin · Piawaning · Piesseville · Pingaring · Pingelly · Pithara · Popanyinning · Quairading · Quindanning · Regans Ford · Seabird · Shackleton · Southern Cross · Spencers Brook · Tammin · Tincurrin · Toodyay · Trayning · Varley · Wagin · Walebing · Walgoolan · Wandering · Wannamal · Watheroo · Welbungin · West Dale · West Toodyay · Westonia · Wialki · Wickepin · Wilbinga · Williams · Wongan Hills · Woodridge · Wubin · Wundowie · Wyalkatchem · Yealering · Yelbeni · Yellowdine · Yilliminning · Yerecoin · York · Yorkrakine · Yornaning · Yoting · Youndegin